# Паралија
Паралија (транслит.  — „Плажа”) је летовалиште у Грчкој. Налази се 4 km од места Катерини у подножју планине Олимп. Има пешчану плажу дугачку око 3 km која се протеже све до суседног места Олимпијаки Акти. Популарност захваљује више приступачним ценама смештаја него неким својим туристичким квалитетима. У Паралији постоји неколико дискотека.

## Становништво
Према попису из 2021. у Паралији је било 928 становника. Део је истоимене општинске јединице Паралија коју поред ње чине и насеља Калитеа и Перистаси са укупно 6.228 становника.
Насеље се простире на површини од 1,85 km², а густина насељености износи 501,62 ст./km².
| 2001. | 2011. | 2021. |
| ----- | ----- | ----- |
| 1.220 | 1.124 | 928   |